# Великово (област Добрич)
 За другото българско село вижте Великово (област Стара Загора).  

## География
Село Великово се намира в Южна Добруджа, на около 33 km изток-североизточно от областния център град Добрич, 17 km изток-югоизточно от общинския център град Генерал Тошево и 26 km северно от град Балчик. Разположено е в Източната Дунавска равнина, в източната част на Добруджанското плато. Надморската височина в центъра на селото е около 145 m. Климатът е умерено континентален. Покрай южната страна на селото минава идващ от запад сух дол (суходол), който нататък през селата Сираково и Сърнино и покрай село Бежаново продължава към румънска територия.
През селото минава в направление запад-югозапад – изток-североизток третокласният републикански път III-9701, който води на запад през селата Горица, Преселенци, Малина, Методиево и Победа към град Добрич, а на изток през село Сираково до връзка в центъра на село Сърнино с републикански път III-2963.
Землището на село Великово граничи със землищата на: село Чернооково на северозапад; село Рогозина на север; село Спасово на североизток; село Сираково на изток; село Средина на юг; село Калина на запад.
Числеността на населението на село Великово по данните от преброяванията от 1934 г. насам се променя както следва:
| \| Година на преброяване \| Численост \| \| --------------------- \| --------- \| \| 1934 \| 214 \| \| 1946 \| 383 \| \| 1956 \| 312 \| \| 1965 \| 215 \| \| 1975 \| 156 \| \| 1985 \| 87 \| \| 1992 \| 67 \| \| 2001 \| 81 \| \| 2011 \| 42 \| \| 2021 \| 26 \| |           |
| Година на преброяване | Численост |
| 1934 | 214       |
| 1946 | 383       |
| 1956 | 312       |
| 1965 | 215       |
| 1975 | 156       |
| 1985 | 87        |
| 1992 | 67        |
| 2001 | 81        |
| 2011 | 42        |
| 2021 | 26        |

Етническият състав на населението по численост и дял на етническите групи според преброяването през 2011 г. е:
| Етнически групи     | Численост | Дял (в %) |
| Общо                | 42        | 100       |
| Българи             | 17        | 40,48     |
| Турци               | 22        | 52,38     |
| Цигани              | 0         | 0         |
| Други               | ...       | ...       |
| Не се самоопределят | ...       | ...       |
| Неотговорили        | 2         | 4,76      |

## История
След Руско – турската война (1877 – 1878) и Освобождението селото е в България от 1878 г. до 1913 г. и от 1940 г. В Списъка на населените места по преброяването на 1 януари 1881 г. то фигурира като Семизлер в община Сюлейманлък (Спасово), околия Балчик, окръг Варна. През 1906 г. селото – тогава Семизлер, е преименувано на Великово. След края на Междусъюзническата (Втората балканска) война по силата на Букурещкия договор от 1913 г. (чиито условия България отказва да приеме за окончателни) селото остава в румънска територия. Върнато е на България по Крайовската спогодба от 1940 г.

## Обществени институции
Изпълнителната власт в село Великово към 2024 г. се упражнява от кметски наместник.

## Природни и културни забележителности
Селото попада в защитената зона по директивата за местообитанията „Крайморска Добруджа.